# Cathy Lewis
Cathy Lewis (27 de diciembre de 1916 – 20 de noviembre de 1968) fue una actriz estadounidense, conocida por sus numerosas actuaciones radiofónicas, así como por su trabajo televisivo y cinematográfico en la última década de su vida.

## Biografía
Nacida en Spokane (Washington), Lewis se mudó a Chicago, donde encontró trabajo en el show The First Nighter Program. Otras fuentes afirman que su primera intención era abrirse paso como cantante. Finalmente se trasladó a Hollywood, consiguiendo primeros papeles con producciones representadas en el Pasadena Playhouse, entre ellas Damas del teatro, To Quito and Back, y Winterset, y actuando junto a Robert Preston, Victor Mature, Dana Andrews, y Victor Jory. Más adelante hizo una gira con la compañía de Alexander Woolcott representando The Man Who Came to Dinner y la opereta de Noël Coward Bitter Sweet. 
Lewis se casó en 1943 con el actor, guionista y director radiofónico Elliott Lewis, con el que compartía apellido. La pareja fue una habitual de la radio estadounidense de la época. Fueron, por ejemplo, regulares del grupo de artistas conocidos como la Hollywood's Radio Row, actuando a menudo---juntos y por separado---en programas como The Whistler. La pareja creó la respetada producción On Stage, y ambos trabajaron en la serie de misterio Suspense, con Elliott Lewis dirigiendo además de actuando. 
Pero mientras su marido era recordado sobre todo por su papel cómico en The Phil Harris-Alice Faye Show (interpretando a Frank Remley), ella sería identificada como la divertida Jane Stacy, que compartía habitación con la atolondrada Irma Peterson (Marie Wilson) en la comedia radiofónica y televisiva de 1947–54 My Friend Irma.

## Cine y televisión
En 1940 tuvo su primer papel cinematográfico con créditos en un episodio de la serie de películas Crime Does Not Pay. La mayoría de sus actuaciones en el cine en los años cuarenta fueron pequeños papeles sin créditos, aunque consiguió el primer papel femenino junto a Harry Langdon en Double Trouble (1941). Lewis retomó su papel en My Friend Irma, interpretándolo en la primera temporada televisiva del show. Sin embargo, no intervino en las dos adaptaciones para el cine, My Friend Irma (conocida por suponer el debut de Dean Martin y Jerry Lewis) y My Friend Irma Goes West.
Lewis tuvo un papel de reparto en The Party Crashers (1958), un film conocido porque en el mismo hicieron sus últimas actuaciones para la gran pantalla Frances Farmer y la antigua estrella infantil Bobby Driscoll. Ese mismo año, Cathy y Elliott Lewis se divorciaron, poniendo fin a su imagen como "Mr. y Mrs. Radio." Un año más tarde fue una de las protagonistas de la adaptación a la televisión de una leyenda radiofónica, Fibber McGee and Molly, show en el cual Bob Sweeney era Fibber y Lewis encarnaba a Molly.
En 1961 Lewis hizo otro papel de reparto en la película de Spencer Tracy The Devil at 4 O'Clock, e inició un trabajo recurrente como la hermana de George Baxter, Deirdre, en el éxito televisivo Hazel, en el cual también trabajaba una antigua estrella radiofónica, Shirley Booth (Miss Duffy en la comedia Duffy's Tavern). Su última actuación para la pantalla tuvo lugar en 1965 en un episodio de F-Troop. Sin embargo, todavía pudo hacer otro trabajo: dar la voz a Jade, una espía y aventurera que aparecía en dos capítulos de la serie original de dibujos animados Jonny Quest. 
Cathy Lewis falleció en Los Ángeles, California, a causa de un cáncer el 20 de noviembre de 1968. 

## Audio
- "On a Country Road" from Suspense
- "The House In Cypress Canyon" from Suspense
- On Stage